# Bullileo
Bullileo (del mapudungún: volil leufu ‘Río de las raíces’) es una localidad ubicada en la comuna de San Fabián, en la provincia de Punilla, de la Región de Ñuble, Chile. Según el censo de 2002, Bullileo tenía una población total de 681 habitantes, de los cuales 189 correspondían a la comuna de Ñiquén y 492 a la comuna de San Carlos. 
Está ubicada a 375 km al sur de la capital nacional Santiago, y a 27 km al norte de Chillán, la capital regional. La ciudad se sitúa en una planicie aluvial entre los ríos Ñuble y Perquilauquén en la depresión intermedia.

## Historia
La localidad de Bullileo abarca una superficie de 1551,64 km² y posee una población de 45 976 habitantes (2017), correspondientes al 4,4 % de la población total de la región, con una densidad de 29,63 hab/km². Del total de la población, 23 341 son mujeres (50,77 %) y 22 635, hombres (49,23 %). El año 2002, el 26,71 % correspondía a población rural y el 73,28 % a población urbana. también destaca el embalse del mismo nombre, Otras comunas pobladas son San Gregorio, San Fabián y San Carlos. 